# Y aun no se van!
Et encore ils ne s'en vont pas !
L'eau-forte Y aun no se van! (en français Et encore ils ne s'en vont pas !) est une gravure de la série Los caprichos du peintre espagnol Francisco de Goya. Elle porte le numéro 59 dans la série des 80 gravures. Elle a été publiée en 1799.

## Interprétations de la gravure
Il existe divers manuscrits contemporains qui expliquent les planches des Caprichos. Celui qui se trouve au Musée du Prado est considéré comme un autographe de Goya, mais semble plutôt chercher à dissimuler et à trouver un sens moralisateur qui masque le sens plus risqué pour l'auteur. Deux autres, celui qui appartient à Ayala et celui qui se trouve à la Bibliothèque nationale, soulignent la signification plus décapante des planches.
- Explication de cette gravure dans le manuscrit du Musée du Prado :
El que no reflexiona sobre la inestabilidad de la fortuna, duerme tranquilo, rodeado de peligros: ni sabe evitar el daño que amenaza, ni hay desgracia que le sorprenda
(Celui qui ne réfléchit pas sur l'instabilité de la fortune, dort tranquille, entouré de dangers: ni il ne sait éviter le mal qui menace, ni il y a de malheur de qui le surprenne)[3].

- Manuscrit de Ayala :
Encenegados[4] los mortales en los vicios, están viendo caer la losa de la muerte y ni aún se enmiendan.
(Les mortels vautrés dans les vices, regardent tomber la pierre tombale et même encore ils ne s'amendent pas)[3].

- Manuscrit de la Bibliothèque nationale :
Aún estando con el pie en la sepultura, se hallan tan encenegados[4] en los vicios, que no huyen de la losa de la muerte que va a caer sobre ellos, o no piensan en la enmienda.
(Même en ayant un pied dans la tombe, ils se trouvent si enfoncés dans les vices qu'ils ne fuient la pierre tombale qui va tomber sur eux, ou ils ne pensent pas à s'amender)[3].

## Technique de la gravure

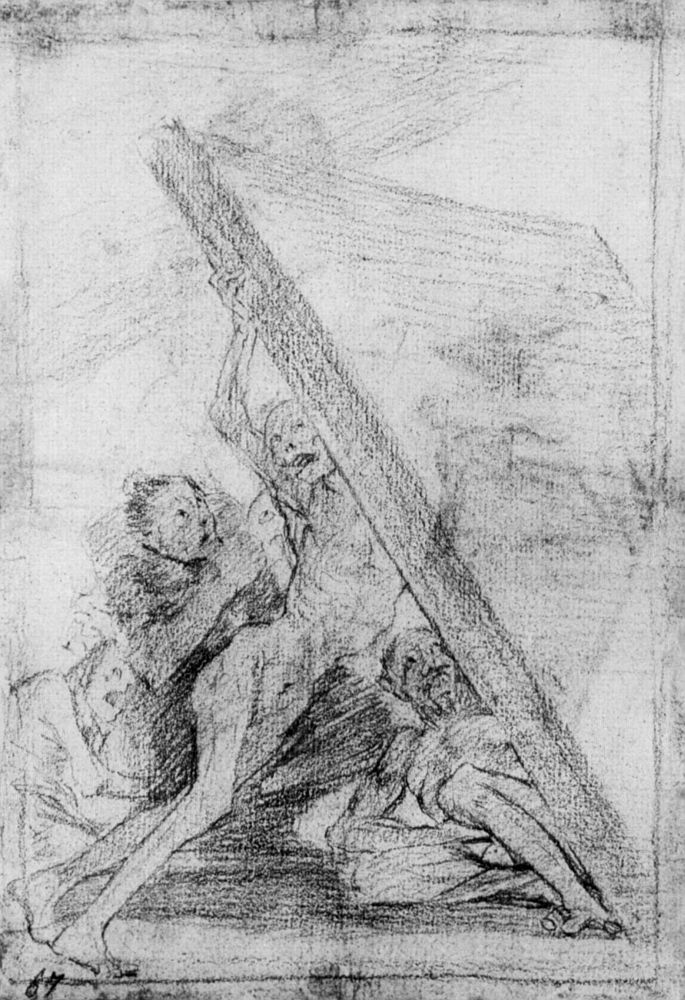
Dessin préparatoire.

L'estampe mesure 214 × 150 mm sur une feuille de papier de 306 × 201 mm.
Goya a utilisé l'eau-forte, l'aquatinte et le burin.
Le dessin préparatoire est à la sanguine. Dans l'angle inférieur gauche, au crayon : « 67 ». Le dessin préparatoire mesure 209 × 142 mm.

## Catalogue
- Numéro de catalogue G02147 de l'estampe au Musée du Prado.
- Numéro de catalogue D04222 du dessin préparatoire au Musée du Prado.
- Numéro de catalogue 51-1-10-59 au Musée Goya de Castres.